# Hutton (cráter marciano)

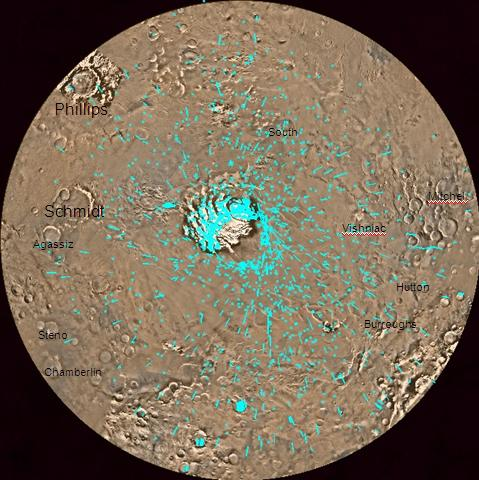
Mare Australe (Hutton a la derecha de la imagen)

Hutton es un cráter situado en el cuadrángulo Mare Australe de Marte, en las coordenadas 71,8° de latitud sur y 255,4° de longitud oeste. Tiene unos 99 km en diámetro y fue nombrado en honor de James Hutton, un geólogo británico (1726-1797).
Muchas áreas de Marte muestran marcas con ciertos patrones geométricos. A veces el terreno adopta formas poligonales. En otros lugares, la superficie presenta cadenas de montículos bajos. Estos patrones también son comunes en algunos climas fríos de la Tierra, cuando el suelo conteniendo agua se congela con frecuencia. Estos patrones son visibles en las imágenes de alta resolución del Cráter Hutton.
|  |